# Begzadići
Begzadići (cyr. Бегзадићи) – wieś w Bośni i Hercegowinie, w Republice Serbskiej, w gminie Rogatica. W 2013 roku liczyła 35 mieszkańców.